# فرقة بانزر كورمارك
فرقة بانزر كورمارك، التي يشار إليها أحيانًا باسم فرقة بانزر كورمارك، فرفة شبه مدرعة للجيش الألماني خلال الحرب العالمية الثانية. تشكلت في يناير 1945 كجزء من التحضير لمعركة برلين. تم تسميتها على اسم منطقة كورمارك في براندنبورغ.
تم تشكيل الفرقة في فرانكفورت على نهر أودر في يناير 1945 من عناصر من لواء بانتسرغرانادیر غروس دویتشلاند خلال تاريخها القصير، قاد الفرقة الجنرال الرائد ويلي لانجكيت. 
كانت الفرقة جزءًا من الجيش التاسع الألماني (مجموعة جيوش فيستولا) وتم نشرها حول فرانكفورت على نهر أودر. كان محاطًا إلى جانب تشكيلات الفيرماخت وشوتزشتافل الأخرى للجيش التاسع جنوب شرق برلين. تركوا وفجروا آخر ثلاث دبابات لدبابة كينج تايجر في 30 أبريل 1945 بعد أن نفد الوقود.  اندلعت بقايا فرقة بانزرجرينادير كورمارك من الجيب ووصلت إلى ييريشو على نهر الألب حيث استسلمت للجيش الأمريكي في مايو 1945. 

### قائمة المراجع
- Mitcham، Samuel W. (2000). The Panzer Legions. Mechanicsburg: Stackpole Books. ISBN:978-0-8117-3353-3.